# A Snakeville Epidemic
A Snakeville Epidemic è un cortometraggio muto del 1914 diretto da Roy Clements.

## Trama
Per errore, le ricette per Sophie e per il mulo vengono scambiate con risultati disastrosi.

## Produzione
Il film fu prodotto dalla Essanay Film Manufacturing Company. Venne girato a Niles. Gilbert M. 'Broncho Billy' Anderson, fondatore della casa di produzione Essanay (che aveva la sua sede a Chicago), aveva individuato nella cittadina californiana di Niles il luogo ideale per trasferirvi una sede distaccata della casa madre. Niles diventò, così, il set dei numerosi western prodotti da Anderson.

## Distribuzione
Distribuito dalla General Film Company, il film - un cortometraggio di una bobina - uscì nelle sale cinematografiche USA il 7 maggio 1914.